# Johannes Zürn

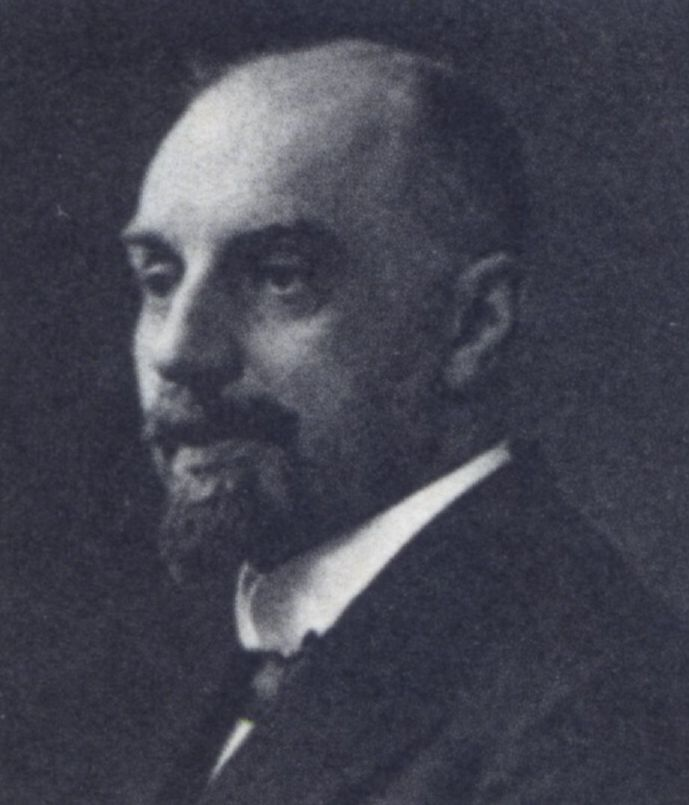
Johannes Zürn als Reichstagsabgeordneter 1912

Johannes Zürn (* 19. November 1866 in Bellschwitz; † 25. November 1913 in Riesenburg) war evangelischer Pfarrer im westpreußischen Bellschwitz und von 1912 bis zu seinem Tod Mitglied des Reichstags als Repräsentant der gemäßigten Freikonservativen (Deutsche Reichspartei). Als Abgeordneter vertrat er von 1912 bis zu seinem Tode 1913 den Reichstagswahlkreis Regierungsbezirk Marienwerder 2 (Rosenberg - Löbau).

## Leben
Zürn besuchte von 1878 bis 1887 das Königliche Gymnasium in Marienburg und studierte Theologie in Greifswald, Tübingen und Berlin. Das erste und zweite theologische Examen legte Zürn 1891 und 1893 in Danzig ab. 1893 wurde er als Hilfsprediger in Bellschwitz ordiniert, ab 1894 war er Pfarrer in Bellschwitz.